# Bohnanza
Bohnanza ist ein Kartenspiel für ursprünglich drei bis fünf Personen. Die 25-Jahr-Edition von 2022 enthält ein Erweiterungs-Sets für bis zu sieben Spielende sowie eine Duell-Version. Es wurde von Uwe Rosenberg entwickelt und 1997 vom Amigo-Verlag herausgegeben. Bis Januar 2007 wurden 700.000 Spiele verkauft.

## Spiel
Der Name rührt vom Wortspiel „Bonanza“ und „Bohne“ her. Das Spiel hat mit der Westernserie Bonanza nichts zu tun, wohl aber mit der Bedeutung des spanischen Wortes bonanza (Glücksfall, Goldgrube, unerwartet großer Gewinn). Die Spieler sind Bohnen-Bauern, die verschiedene Sorten Bohnen gewinnbringend anzubauen und zu ernten versuchen. Die Spieler interagieren durch Tausch der Bohnen. Der besondere Reiz an Bohnanza ist, dass jeder Spieler zwar zwei homogene Stapel („Bohnenfelder“) mit seinen Karten bilden darf, aber die Reihenfolge seiner Handkarten nicht ändern kann. Unpassende Karten erfordern somit entweder ein (verfrühtes und evtl. unprofitables) Abernten eines Bohnenfeldes oder den Tausch mit einem Mitspieler.
Bohnanza ist ab 12 Jahren empfohlen und dauert ohne Erweiterungen ca. 45 Minuten. Es belegte 1997 den fünften Rang des Deutschen Spielepreises, wurde in die Auswahlliste Spiel des Jahres aufgenommen und mit dem à-la-carte-Kartenspielpreis ausgezeichnet.
Mittlerweile sind neben dem Originalspiel zahlreiche Erweiterungen sowie zwei Bücher erschienen. In Zusammenarbeit mit „Adam spielt“ wurde auch eine Holzbox zur Aufbewahrung der bei Amigo erschienenen Bohnanzaspiele entwickelt, welche längst vergriffen ist.

## Erweiterungen und Varianten
Neben den direkt für Amigo entworfenen Erweiterungen hat Uwe Rosenberg innerhalb seines Kleinstverlages Lookout Games verschiedene Versionen zu Bohnanza herausgebracht, teils zusammen mit Hanno Girke. Diese wurden nicht von Björn Pertoft illustriert. Von diesen Erweiterungen wurden manche von Amigo übernommen und in großer Auflage publiziert. Die Erweiterungen von Lookout Games sind jeweils in einer limitierten Auflage (meist von 2.500 Stück) in ausgewählten Geschäften erschienen und somit schnell vergriffen. Die Erweiterungen können teilweise miteinander kombiniert werden und erhöhen dementsprechend Komplexität und Dauer des Spiels.
Bei Amigo erhältliche Erweiterungen:
- Erweiterungs-Set (1997) Das Set erlaubt nun bis zu sieben Mitspieler und führt drei neue Bohnensorten ein (Vier mal, 22 mal und 24 mal vorhanden). Eine umfangreichere Version mit demselben Titel führt 2001 zusätzlich „Auftragskarten“ und die Ackerbohne ein.
- La Isla Bohnita (1998) Die Spieler können Häfen anfahren, um sich dort Bohnen zu nehmen und diese auf ihren Schiffen zu lagern. Mittels Piratenschiffen können sie sich gegenseitig die Bohnen dort abjagen. Zudem wurden zwei weitere Bohnensorten ergänzt (26 und 28 mal vorhanden).
- Al Cabohne (2000) In dieser eigenständigen Version spielen zwei Spieler gegen die „Bohnenmafia“, zwei simpel, aber geschickt simulierte Gegenspieler. Das Spiel ist selbständig spielbar und erlaubt auch eine Solo-Variante gegen drei Gegenspieler der Mafia. Neben vier bekannten Bohnensorten führt es drei neue ein.
- High Bohn (2001) High Bohn erlaubt den Kauf von Immobilien einer Westernstadt, welche den Spielern individuell neue Fähigkeiten verleihen. Für das Spiel Al Cabohne ist mit der Variante Prohibohn ein Spielmodus mit ähnlichem Konzept enthalten.
- Bohnaparte (2004) Die Taler der Ernten werden hier zur Risiko-ähnlichen Kriegsführung in Bohnreich eingesetzt, welches aus Karten zusammengesetzt wird. Die Ausgabe von Amigo enthält zusätzlich die Reitervariante, die das Spiel Dschingis Bohn von Lookout Games aufgreift.
- Ladybohn (2007) Diese eigenständige Version führt weibliche „Böhninnen“ und Bohnen-Babys in das Spiel ein, welche mit ihren männlichen Pendants gemeinsam angepflanzt werden. Die Frauen sind dabei mehr Punkte wert, falls sie am Ende oben liegen, die Babys geben keine Taler.
- Bohnröschen (2007) Aus Rankenkarten wird ein Pfad ausgelegt, der mit Holzfiguren abgelaufen werden muss. Fortschreiten kann man, wenn man entweder die spezifische Aufgabe auf der Karte erfüllt oder einen Bohnentaler zahlt.
- Fan-Edition (2007) Das Spielprinzip ist identisch wie das des Grundspiels, jedoch sind alle Karten individuell in einem Wettbewerb von Fans gestaltet worden.
- Bohnanza - Fun & Easy (2010) Diese Bohnanzaversion mit vereinfachten Regeln ist für Kinder ab acht entwickelt. Die Illustrationen stellen die Bohnensorten in Aktionen dar, die dem Milieu von Jugendlichen entstammen.
- Bohn to be wild (2012) Ein eigenständiges Spiel mit elf neuen Bohnensorten, die dem Themenfeld Western entstammen. Diese haben unregelmäßige Bohnometer und zum Teil Sonderfunktionen.
- Bohniläum (2012) Enthält 15 Bohnensorten, die von unterschiedlichen Gastzeichnern gestaltet wurden. Diese Version ist auf 5000 Exemplare limitiert.
- Mein erstes Bohnanza (2015) Diese Variante des Spiels ist mit stark vereinfachten Regeln für Kinder ab vier Jahren ausgelegt. Schritt für Schritt werden mit den Runden je nach Entwicklung des Kindes neue Regeln eingeführt. Die Anleitung enthält Erläuterungen zum pädagogischen Konzept.
- Bohnanza: Das Duell (2016) Eine eigenständige Variante für zwei Personen. Statt zu handeln machen sich die Spieler möglichst unvorteilhafte Geschenke, Bohnuskarten geben am Spielende zusätzliche Taler.
- Bohnedikt (2016) Zwei unterschiedliche Bohnenfelder erlauben neue Möglichkeiten: Bohnedikte können im „Klostergarten“ als Joker angebaut werden und bringen kurzfristig neue Regeln ins Spiel. Auf dem „Gottes Acker“ können mit Opferkarten unterschiedliche Bohnensorten angebaut werden. Das Spiel wurde gemeinsam mit Jochen Balzer entwickelt.
- 20 Jahre (2017) Nahezu identisch mit dem Grundspiel, jedoch neu gestaltete Karten, welche die Bohnen feiernd zeigen. Zusätzlich ist die Springbohne enthalten, die alternativ zur Gartenbohne verwendet werden kann.
- Marco Bohno (2018) Diese Erweiterung ist großteils identisch mit Bohnröschen, besitzt jedoch ein neues Thema, neue Illustrationen und statt den Holzfiguren nun unterschiedliche Pappaufsteller. Zudem erhält sie je zwei Karten, die speziell mit dem Erweiterungs-Set bzw. Ladybohn kompatibel sind.
- Bohna Nostra (2019) Beim Handeln kann man nun auch Gefallen-Karten an die Mitspieler weitergeben, welche diese dann zu einem späteren Zeitpunkt des Spiels einlösen können.
- Excalibohn (2020) Inhaltlich identisch mit Rabohnzel, welches 2005 von Lookout Games in einer limitierten Auflage veröffentlicht wurde. Die Bohnen haben in beiden Versionen dieselben Namen, sind jedoch hier neu illustriert. Die Kartentexte wurden zudem überarbeitet und teilweise durch Piktogramme ersetzt.
- Bohnanza 25 Jahre Edition (2022) Das Grundspiel, die Erweiterungs-Sets und das Duell in einem. Diese Edition hat neu gestaltete Bohnenfelder. Außerdem kommt die Elsterbohne dazu, mit der man Bohnen vom Feld klauen kann.

Bei Lookout Games erschienene Erweiterungen (jeweils in einer kleineren Schachtel auf 2500 Exemplare limitiert, sofern nicht anders vermerkt):
- High Bohn (2000) (mittlerweile von Amigo veröffentlicht, um die Variante Prohibohn erweitert).
- Mutabohn (2001) In dieser Erweiterung ist es nun möglich, heterogene Bohnenfelder anzupflanzen sowie durch spezielle Saatkombinationen Zusatzpunkte zu gewinnen.
- Ladybohn (2002) (mittlerweile von Amigo veröffentlicht, dort nicht als Erweiterung, sondern als eigenständiges Spiel)
- Bohnaparte (2003) (mittlerweile bei Amigo gemeinsam mit Dschingis Bohn erschienen)
- Dschingis Bohn (2003) (mittlerweile bei Amigo gemeinsam mit Bohnaparte unter diesem Titel erschienen)
- Telebohn (2004) Die Erweiterung verändert stark die Grundregeln, das Spiel selbst gibt an, es ähnele mehr Klunker als Bohnanza. Das Spielprinzip ermöglicht die Übernahme ganzer Bohnenfelder und führt Schnittbohnen ein, die Textkarten mit Sonderaktionen als Gewinn abwerfen. (Diese Erweiterung ist auf 5.000 Exemplare limitiert.)
- Rabohnzel (2005) Dieses eigenständige Spiel spielt in einer magischen Welt. Die Spieler mixen Zaubertränke und benutzen die magischen Fähigkeiten spezieller Bohnen zu ihrem Vorteil. (Diese Erweiterung ist auf 3000 Exemplare limitiert und in einer Schachtel in der Größe wie das Grundspiel erschienen.)
- Kannibohne (2006) Das Spiel für zwei Personen ist die einzige eigenständige Version, die nur mit 33 Karten auskommt. Statt Bohnentalern werden Siegpunkte notiert, gewisse Sonderfunktionen und eine offen gefächerte Ablage erlauben neue taktische Möglichkeiten.
- Fan-Edition (2007) Diese Amigo-Erweiterung zum Jubiläum ist auch bei Lookout Games im selben Schachtelformat erschienen.
- Auf der schwäb’schen Eisenbohn (2008) Eine Eisenbohn-Karte ändert temporär den Bohnometer aller Bohnen, je nach dem an welcher Stadt sie liegt. Zielkarten geben am Ende Bonuspunkte.
- Bohnedikt (2009) (mittlerweile von Amigo veröffentlicht)
- Mutterböhnchen (2010) Hierbei handelt es sich um eine Erweiterung für das von Amigo herausgegebene Ladybohn. Sogenannte Mutterböhnchen bringen Sonderfunktionen ins Spiel, der „Angriff der Rasselbande“ erlaubt es, mit den Bohnen-Babys andere Spieler anzugreifen
- Bohn Camillo (2011) Hier handelt es sich um eine Erweiterung für zwei Spieler, bei der zusätzliche Aktionskarten zum Einsatz kommen, sofern man ein Bohnenfeld erntet, das mindestens zwei Taler wert ist.

Erweiterungen anderer Verlage:
- Sissi! Die Bohnenkaiserin (2013) wurde vom Österreichischen Spiele Museum e. V. als Sonderausgabe herausgebracht.

Verwandte Spiele:
- Space Beans (1999) Bohnanza im Weltall, ähnlich den Sternenfahrern von Catan.
- Bohn Hansa (2002) Das Brettspiel zum Kartenspiel Bohnanza. Die Spieler sind Teil der Bohnen-Hanse und erfüllen Aufträge in Städten rund um die Nord- und Ostsee.
- Bohniversum (2006) Ein 1000 Teile Puzzle in der Bohnanzawelt.
- Bohnkick (2006) Das Spiel stellt Bohnen als Fußballspieler dar, besitzt jedoch ein gänzlich anderes Spielkonzept als Bohnanza.
- Würfel-Bohnanza (2012) Diese unabhängige Version des Kartenspieles wird mit sieben Würfeln gespielt, auf denen Bohnen abgebildet sind. Die Spieler müssen mit diesen verschiedene Aufträge lösen.
- Bohnanza - Das Würfelspiel (2022) Überarbeitete und vereinfachte Version des Spiels Würfel-Bohnanza. Statt sieben sind nur noch fünf Würfel enthalten, auch die Aufträge zeigen eine Aufgabe weniger.

Zudem wurden auf der „Spiel“ in Essen Messe-Giveaways angeboten, welche gratis oder sehr günstig zu erwerben waren:
- Bohnenchips: Es wurde aufgefordert selbst Regeln dafür zu erfinden.
- Bohn Hansa – Städtemehrheiten: Dies ist eine kleine Erweiterung zum Brettspiel Bohn Hansa.

Bei einem Bohnanza-Turnier gab es auch Schlüsselanhänger aus Gummi zu erstehen, die eine Gartenbohne zeigten.

## Bücher
- Bohnanza – Das Fanbuch (2007) Zum zehnjährigen Jubiläum erschien dieses 384 Seiten dicke Buch. Es beinhaltet unter anderem die Entstehungsgeschichte des Spiels und Interviews mit den Autoren und Grafikern. Für Profis und besonders Interessierte sind Zusatzregeln und Erklärungen zu allen Varianten hinzugefügt.
- Das große Bohnanza Buch (2007) Dieses großformatige Buch beinhaltet viele Comics rund um die Bohnen, Interviews, bisher unveröffentlichte Zeichnungen sowie sechs neue Spielkarten, die SpiderBean.

## Die Siedler von Catan und Bohnanza
Die Autorenspieleserie Bohnanza persiflierte zu Beginn indirekt die bekannte deutsche „Die Siedler von Catan“-Serie. Nicht nur sind alle Bohnanza-Varianten mit einem Spieler mehr spielbar als „Die Siedler von Catan“, auch die Erweiterungen sind stark an die Catan-Erweiterungen angelehnt: La Isla Bohnita entspricht thematisch den „Seefahrern von Catan“, High Bohn entspricht „Städte und Ritter“.